# Moteur à réaction
Pour les articles homonymes, voir Réacteur.
 (août 2018).
Si vous disposez d'ouvrages ou d'articles de référence ou si vous connaissez des sites web de qualité traitant du thème abordé ici, merci de compléter l'article en donnant les références utiles à sa vérifiabilité et en les liant à la section « Notes et références ».
Un moteur à réaction est un moteur destiné à la propulsion de véhicule (majoritairement aérien, mais pas uniquement). Le principe de base repose sur la projection d'un fluide (gaz ou liquide) dans une certaine direction ;  par réaction, ce fluide transmet alors une poussée au véhicule dans la direction opposée.
Le rapport poids/puissance très favorable de ce type de motorisation lui ouvre de nombreuses applications dans les secteurs aéronautiques (avions à grande vitesse) et spatiaux ainsi que marins (hydrojet).

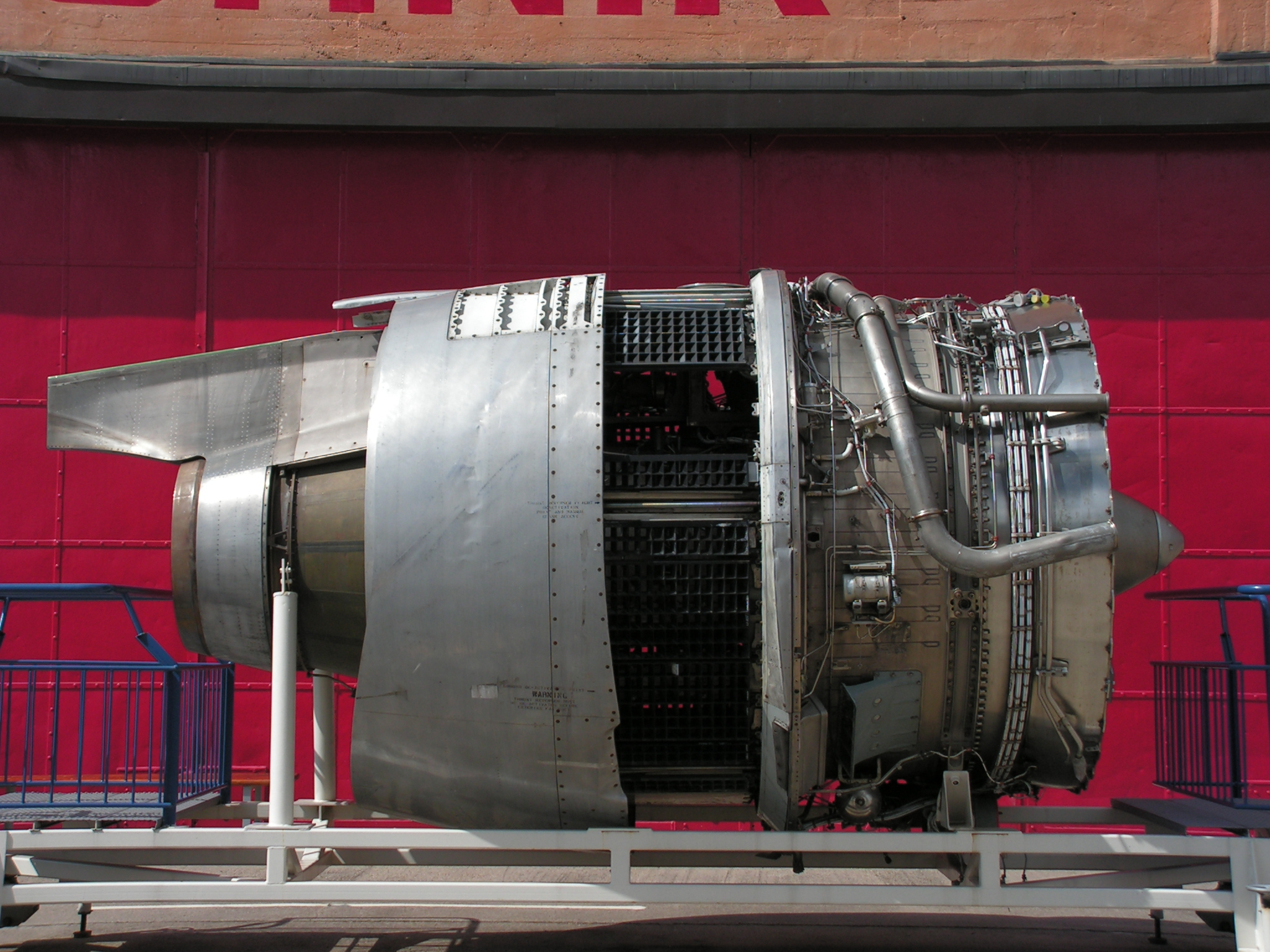
Un moteur Rolls-Royce RB211 équipant les Boeing 747 de la Lufthansa.

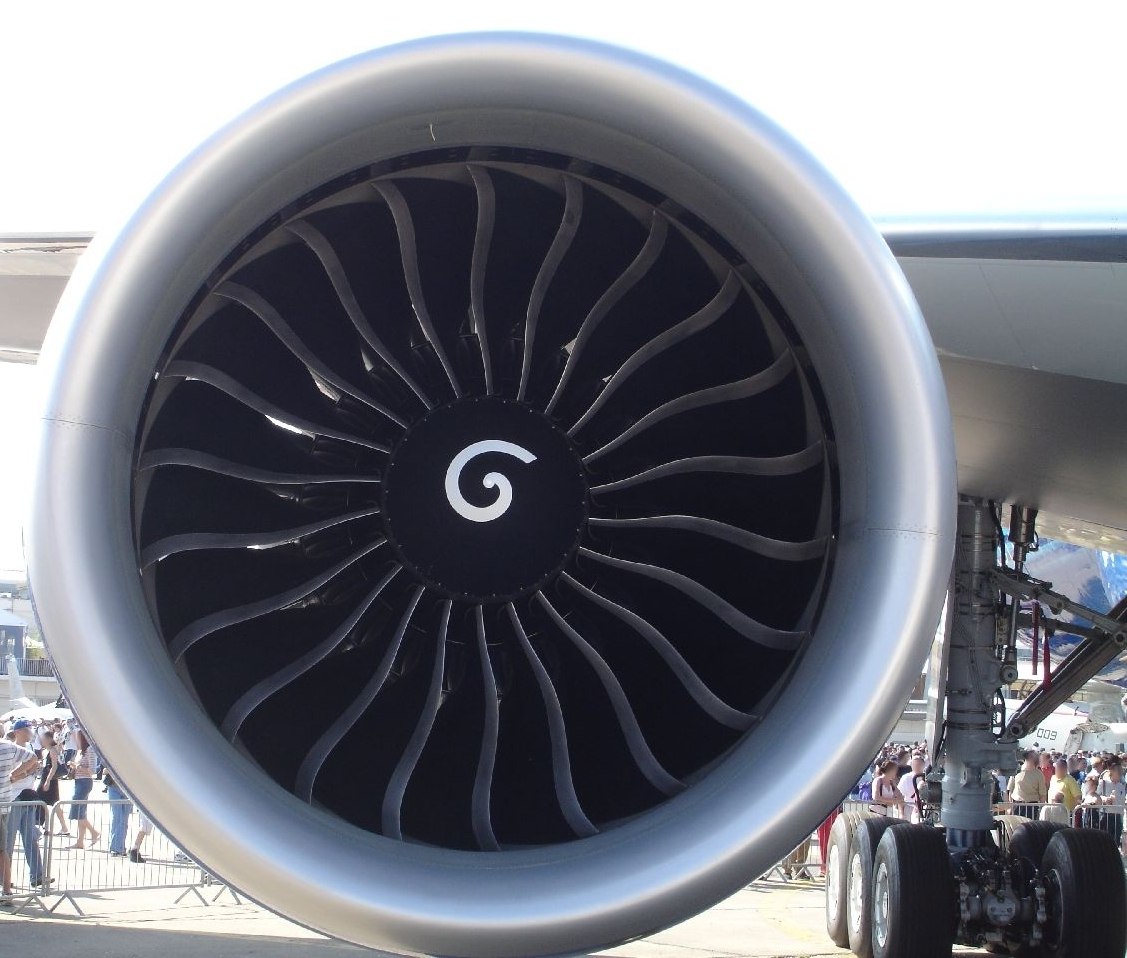
Vue frontale d'un moteur GE90 monté sur un Boeing 777.

## Propulsion à réaction

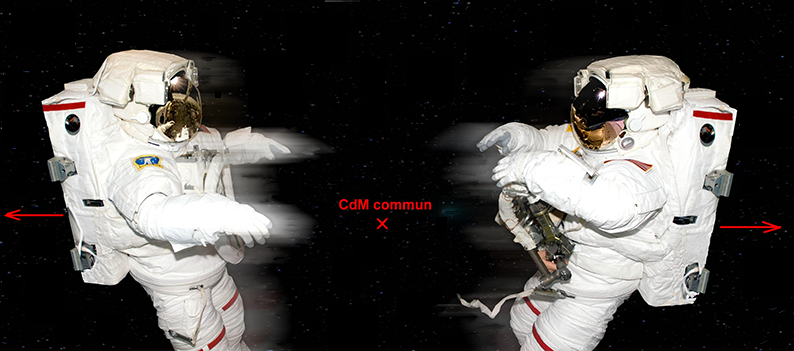
Deux astronautes se repoussent dans l'espace.

La propulsion à réaction est fondée sur le principe d'action-réaction formulé par Isaac Newton, un cas spécial du principe de conservation de la quantité de mouvement. Ce principe peut être illustré par l'expérience de pensée de deux cosmonautes qui se repoussent dans l'espace (image ci-contre à gauche). Dans cette expérience de pensée, il est plus utile d'imaginer que seul un cosmonaute assure la projection de l'autre (qui ne vaut alors que pour la masse qu'il représente). La conservation de la quantité de mouvement du système global (cosmonaute 1 projeteur + cosmonaute 2 projeté) implique que l'éjection de masse dans une direction crée une force dans le sens inverse.

 Si les deux cosmonautes ont la même masse, ils auront, après projection, une vitesse égale dans un sens opposé.

Si l'un des cosmonautes est plus léger, la même loi de conservation de la quantité de mouvement fera qu'il s'éloignera de l'autre avec une vitesse plus forte (qu'il soit projeté ou projeteur).
Contrairement à ce que l'on pense souvent, cette expérience spatiale peut être réalisée sur Terre : Un skateur peut ainsi en repousser un autre (les deux skateurs peuvent être remplacés par deux pratiquants de patins à roulettes). Sans même faire usage de roulettes, si l'on place deux enfants face à face, l'extrémité de leurs pieds se touchant, et que l'on demande à l'un d'eux de pousser très fortement l'autre sans changer la position de ses pieds, il refusera de le faire car il a intégré depuis son jeune âge que, ce faisant, il sera également propulsé en arrière.

Le recul d'une arme à feu est un exemple de propulsion à réaction.

Il existe deux grands types de propulseurs à réaction, en fonction de l'origine de la matière projetée en arrière : 
- ceux qui projettent une matière contenue au préalable dans le corps de l'engin (on les qualifie de moteurs à réaction anaérobies) : moteur-fusée, propulseurs électriques , etc., sans compter les fusées à  eau et les ballons de baudruches ;
- ceux qui utilisent un fluide préalablement absorbé par le véhicule, à l'avant, et accéléré, avant d'être projeté vers l'arrière ; ce sont les différents types de moteurs à réaction (ou plus simplement réacteurs) : turboréacteur, statoréacteur, superstatoréacteur ; les hydrojets peuvent être classés dans ce type de propulseurs.

## Exemples dans la nature
De nombreux animaux se déplacent par réaction. On peut citer les poulpes, les méduses et beaucoup de bivalves comme le pétoncle (vidéo ci-contre). La propulsion des oiseaux et chauves-souris est de même assurée par réaction (ces volatiles projettent de l'air vers l'arrière pour créer leur force d'avancement) ; d'ailleurs leur sustentation même relève du principe de réaction (leurs ailes, du fait de leur vitesse et de leur incidence, projettent de l'air vers le bas).

## Exemples dans la vie de tous les jours
Si l'on met de côté le fait de prendre un avion à réaction (Airbus ou Boeing, par exemple), on trouve dans la vie de tous les jours des exemples d'objets fonctionnant à réaction, avec l'avantage que ces objets font la démonstration d'une réaction froide. Par exemple :
- la paille coudée : Lorsque l'on souffle dans une paille coudée tournée vers le bas et maintenue doucement avec ses lèvres, on observe qu'elle se soulève par réaction (animation ci-dessous) ;
- un ballon de baudruche (ballon de latex) gonflé se propulse vivement à réaction lorsqu'il est lâché. Avec un peu d'astuce on peut même fabriquer des fusées-baudruche qui peuvent voler droit (image ci-dessous d'une telle fusée sur son pas de tir) ;
- les fusées à eau constituent aussi un exemple de la propulsion à réaction. Elles éjectent de l'eau chassée par la pression d'air comprimé apporté par une pompe à vélo ou tout autre dispositif. Le Flyboard inventé par le Français Franky Zapata est une utilisation ludique et commerciale du principe de la réaction à eau (vidéo ci-contre) ;
- la loi de l'action et de la réaction peut être prouvée (et même vécue) en pratiquant l'expérience de la barque de Tsiolkovski (animation ci-dessous). Plus prosaiquement, un rameur propulse de l'eau en arrière pour faire avancer la barque. Au demeurant, chacun a pu constater que lorsque l'on se déplace vers l'avant d'une embarcation légère, cette embarcation se déplace elle-même vers l'arrière (au prorata des masses en jeu) : on sent bien que chacun de nos pas vers son avant entraîne l'embarcation vers l'arrière (action - réaction).

Exemples de moteurs à réaction simples
Expérience de la paille coudée à réaction
Animation de l'expérience de la « barque de Tsiolkovski »
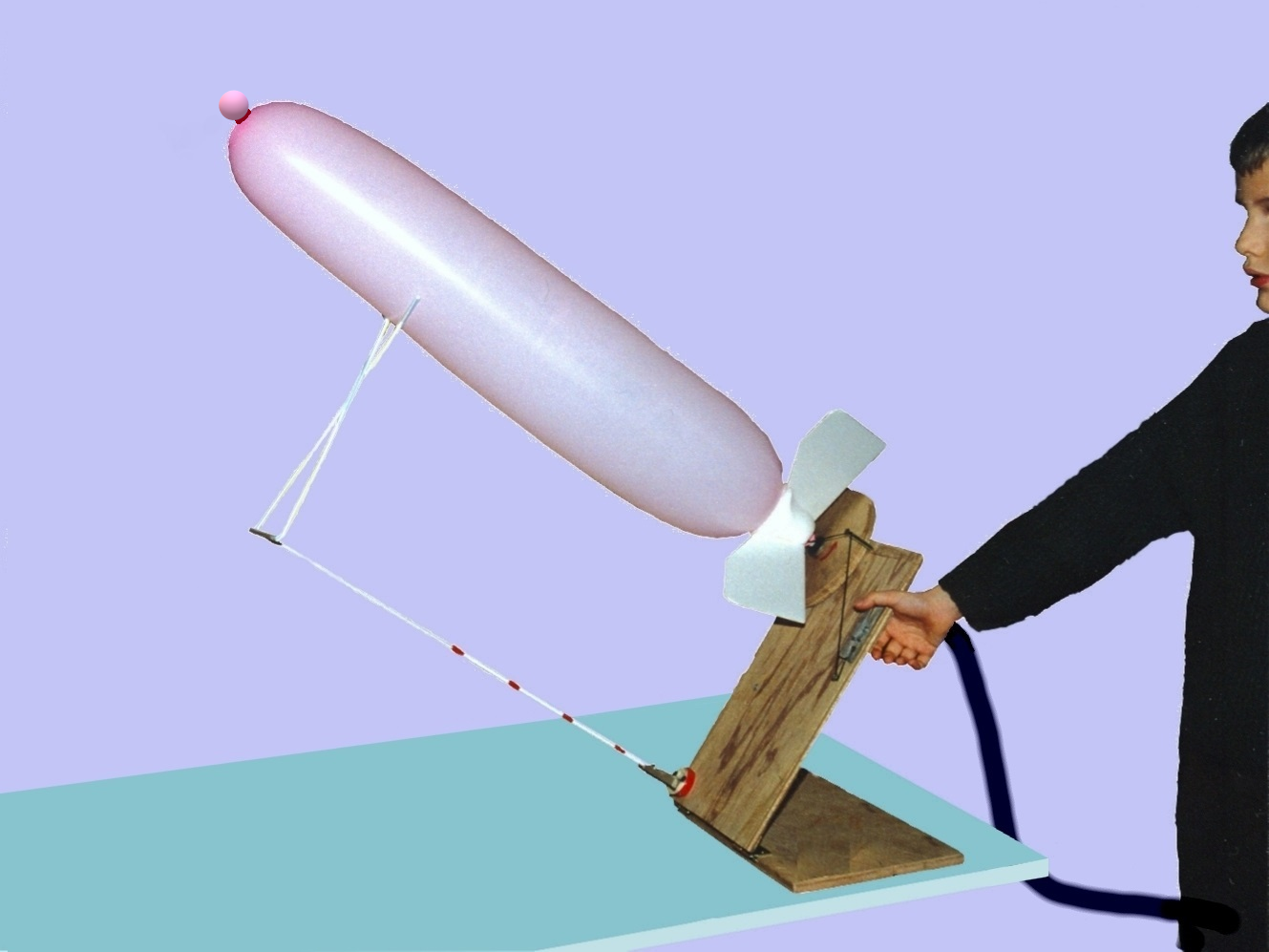
Fusées ballon de baudruche

### Analyse physique
La force propulsive (appelée dans ce cas poussée) est la dérivée temporelle de la quantité de mouvement (seconde loi de Newton) : 
{\displaystyle {\vec {F}}={\mathrm {d} (M{\vec {V}}) \over \mathrm {d} t}=-{\mathrm {d} (m{\vec {v}}) \over \mathrm {d} t}}
où :
- {\displaystyle {\vec {F}}\!} est le vecteur force résultant sur le véhicule ;
- {\displaystyle M\!} et {\displaystyle {\vec {V}}\!} sont la masse du véhicule et son vecteur vitesse ;
- {\displaystyle m\!} et {\displaystyle {\vec {v}}\!} sont la masse éjectée et sa vitesse ;
- {\displaystyle t\!} est le temps.

On peut en pratique trouver des formes simplifiées de cette formule ; par exemple, pour un réacteur d'avion (en négligeant la masse de carburant consommée, très faible par rapport à la masse d'air brassée), elle devient :
{\displaystyle F_{\text{poussée}}={\dot {m}}\times (v_{\text{sortie}}-v_{\text{entrée}})}
où :
- {\displaystyle {\dot {m}}} est le débit massique de l'air passant dans le moteur, le débit du carburant étant négligeable (kg/s) ;
- {\displaystyle v_{\text{sortie}}} est la vitesse de sortie des gaz de la tuyère (m/s) ;
- {\displaystyle v_{\text{entrée}}} est la vitesse d'entrée des gaz dans le moteur (m/s).

En termes d'énergie, le travail fourni par la poussée est d'autant plus productif que la vitesse du véhicule est grande et celle de l'éjectat faible (par rapport au point de départ, dont on cherche à s'éloigner). L'idéal étant que l'éjectat fasse du surplace (sa vitesse nulle ne lui donnant aucune énergie cinétique et toute l'énergie étant alors transférée au véhicule) ; ce qui implique d'adapter en permanence la vitesse d'éjection à celle du véhicule. Ceci étant en pratique impossible, chaque moteur aura son régime de fonctionnement optimal, adapté à la vitesse de croisière du véhicule.

## Types

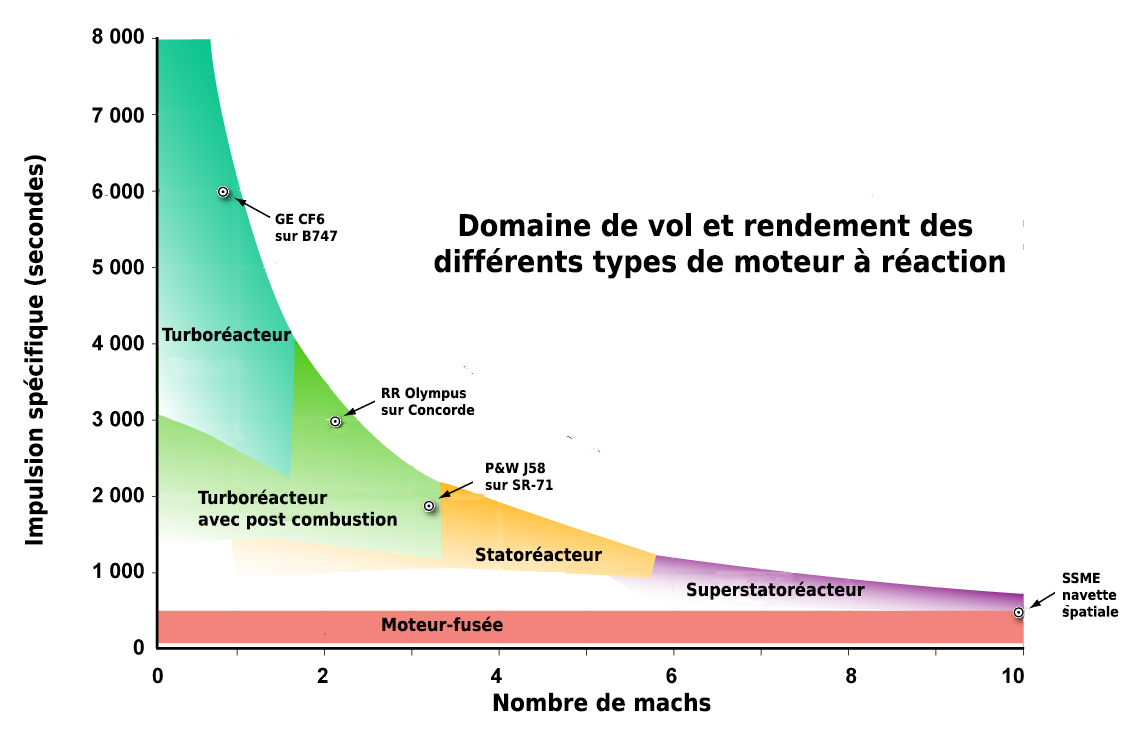
Domaine de vol (vitesse en mach) et rendement (Impulsion spécifique) des différents types de moteurs à réaction.

Dans le cas le plus courant, le gaz expulsé est le résultat d'une réaction chimique contrôlée produisant un gaz à haute température qui, en se détendant dans le moteur, acquiert une grande vitesse (plus la vitesse est importante, plus la poussée est forte).
L'éolipyle de Héron d'Alexandrie est l'ancêtre des moteurs de ce type (le gaz éjecté est ici de la vapeur d'eau). Au milieu du XVIIIe siècle, le mathématicien autrichien Segner étudia un tourniquet hydraulique reposant sur le même principe de la réaction, mais exploitant une chute d'eau : sa machine annonce les turbines hydrauliques du XIXe siècle, qui à leur tour inspireront le concept de turbomoteur.
De manière générale on peut séparer ce type de motorisation en trois catégories :

### Moteur aérobie
Les moteurs aérobies utilisent le dioxygène de l'air comme comburant ou oxydant dans une réaction chimique. Ils ne peuvent être utilisés que dans l'atmosphère terrestre. Dans cette catégorie on trouve :
- le turboréacteur ;
- le statoréacteur ;
- le superstatoréacteur ;
- le pulsoréacteur et moteur à ondes de détonation pulsées.

### Moteur anaérobie
Les moteurs anaérobies emportent le comburant et le carburant (appelés ergols) nécessaire pour que la réaction chimique produise de la poussée en dehors de toute atmosphère. Dans cette catégorie figurent les moteurs-fusées qui équipent les missiles, les lanceurs spatiaux, ainsi que les satellites et certaines sondes spatiales. On distingue les propulseurs selon le type d'ergol :
- solide (propergol solide) : les propulseurs à poudre, utilisés dans les boosters de certaines fusées ou comme appoint au décollage (avion ou fusée) ;
- liquide (propergol liquide) ;
- hybride liquide/solide (lithergol).

### Moteur non chimique
D'autres moteurs utilisent une réaction non chimique pour la production de poussée. Bien que leur puissance reste souvent modeste, leur impulsion spécifique Isp (plus cette dernière est grande, et moins le propulseur consomme) est bien plus importante que celle des moteurs chimiques. Ceux-ci procurent une accélération constante de très longue durée (permettant paradoxalement d'atteindre de grandes vitesses après une longue accélération). Ils sont utilisés pour la propulsion de sondes ou de véhicules interplanétaires.
Ils sont basés sur des aspects fondamentaux de la physique. On y trouve trois types de moteurs selon le type de propulsion :
- électrodynamique comme le moteur ionique qui peut être à grille ou à effet Hall ;
- photoniques comme la voile solaire ;
- nucléaires utilisant la fission et (théoriquement au moins) la fusion nucléaire dans le moteur atomique.

Les propulseurs de type VASIMR font appel aux trois aspects de la propulsion électrique.